# Горки (местечко, Можайский городской округ)
Горки — местечко в Можайском районе Московской области в составе Порецкого сельского поселения. Численность постоянного населения по Всероссийской переписи 2010 года — 1 человек. 

## География
Деревня расположена на северо-западе района, у границы с Шаховским, примерно в 42 км к северо-западу от Можайска, у истоков речки Шумариха (правый приток Исконы), высота центра над уровнем моря 245 м. Ближайший населённый пункт — Бухарево в 1 км южнее.

## История
Деревня Горки впервые обозначена на карте Московской губернии 1766-1770 г. На карте  районов церковных приходов и волостей Можайского и Рузского уездов 1881 года деревня Горки обозначена как населенный пункт с числом жителей от 100 до 300 человек, из них от 10 до 50 человек раскольников .
До 2006 года Горки входили в состав Порецкого сельского округа.
Постановлением Губернатора Московской области от 21 февраля 2019 года № 76-ПГ категория населённого пункта изменена с «деревня» на «местечко».